# Chalcophylliet
Het mineraal chalcophylliet is een sterk gehydrateerd koper-aluminium-arsenaat-sulfaat met de chemische formule Cu18Al2(AsO4)3(SO4)3(OH)27·36(H2O).

## Eigenschappen
Het doorzichtig tot doorschijnend grasgroene, smaragdgroene of blauwgroene chalcophylliet heeft een glas- tot parelglans, een vaalgroene streepkleur en de splijting van het mineraal is perfect volgens het kristalvlak [0001]. Het kristalstelsel is hexagonaal. Chalcophylliet heeft een gemiddelde dichtheid van 2,53, de hardheid is 2 en het mineraal is niet radioactief. De dubbelbreking van chalcophylliet is 0,0570 - 0,0660.

## Naam
De naam van het mineraal chalcophylliet is afgeleid van de Griekse woorden chalcos ("koper") en fylos, dat "blad" betekent.

## Voorkomen
Chalcophylliet is een secundair mineraal dat gevonden wordt in holtes van ryolieten. De typelocatie van chalcophylliet is niet nader gedefinieerd. Het mineraal wordt wel gevonden in de Majuba Hill mijn in Pershing County, Nevada, Verenigde Staten.